# Thulamela Local Municipality
Thulamela (englisch Thulamela Local Municipality) ist eine Lokalgemeinde im Distrikt Vhembe der südafrikanischen Provinz Limpopo. Der Verwaltungssitz befindet sich in Thohoyandou. Avhashoni S. Tshifhango ist der Bürgermeister.
Der Gemeindename bedeutet „Kleine Hügel erheben sich“.
Am 3. August 2016 wurden Teile der Gemeinde der neugebildeten Gemeinde Collins Chabane zugeschlagen.

## Städte und Orte
- Shigalo
- Thohoyandou